# Вишносляцький потік
Вишносляцький потік (словац. Vyšnosliacky potok) — річка в Словаччині, права притока Слячанки, протікає в окрузі Ружомберок.
Довжина приблизно 4.6-4.7 км. Витік знаходиться в масиві Низькі Татри (частина Дюмб'єрські Татри) — схил гори Гомолька — на висоті близько 760—770 метрів. Протікає територією села Ліптовске Сліаче.
Впадає в Слячанку на висоті приблизно 520 метрів.